# Marian Bartoń
Marian Kazimierz Bartoń (ur. 14 stycznia 1912 we Lwowie, zm. 12 lutego 1975 w Warszawie) – pułkownik służby sprawiedliwości ludowego Wojska Polskiego, sędzia sądów wojskowych w okresie stalinizmu, orzekający kary śmierci w procesach politycznych żołnierzy i działaczy niepodległościowego podziemia antykomunistycznego, adwokat.

## Życiorys
Urodził się jako syn Angelo Bartonia, robotnika kolejowego i Zofii z Orzelskich. Naukę rozpoczął w 1918 w szkole powszechnej, następnie uczęszczał do II Państwowego Gimnazjum im. Karola Szajnochy we Lwowie, a po jego ukończeniu do 1932 przebywał w seminarium duchownym i studiował teologię na Uniwersytecie Jana Kazimierza. Pracował jako korektor w redakcjach gazet lwowskich. W 1935 rozpoczął studia na Wydziale Prawa UJK, które ukończył w 1940, już po agresji ZSRR na Polskę, okupacji Lwowa przez Armię Czerwoną i przekształceniu UJK w uczelnię sowiecką - Uniwersytet im. Iwana Franki.
Bezpośrednio po aneksji Lwowa przez ZSRR wstąpił do Komsomołu, od 1940 należał do Międzynarodowej Organizacji Pomocy Rewolucjonistom, został kandydatem na członka Wszechzwiązkowej Komunistycznej Partii (bolszewików) – WKP(b). Bezpośrednio po ukończeniu studiów zaczął robić karierę w sądownictwie sowieckim na terenie tzw. Zachodniej Ukrainy. W październiku/listopadzie 1940 odbył praktykę w sądzie obwodowym we Lwowie. Już od listopada 1940 był sędzią w sądzie ludowym w Winnikach.
Po wybuchu wojny niemiecko-sowieckiej i rozpoczęciu okupacji niemieckiej pracował jako urzędnik w Ubezpieczalni Społecznej w Sądowej Wiszni. W lipcu 1944 powrócił do sądownictwa sowieckiego, pełnił ważną funkcję rewizora sądów ludowych w obwodzie lwowskim.
1 września 1944 wstąpił w Lublinie do Ludowego Wojska Polskiego, podając fałszywie, że przed II wojną światową posiadał stopień podporucznika rezerwy. Przez trzy miesiące dowodził plutonem w 9 zapasowym pułku piechoty. 1 grudnia 1944 przeniesiono go do Najwyższego Sądu Wojskowego (NSW), gdzie do 2 marca 1945 pełnił funkcję Inspektora ds. Sądownictwa Wojennego. Następnie był sędzią Sądu Wojskowego 2 Armii ludowego Wojska Polskiego. Od 18 sierpnia 1945 ponownie w Najwyższym Sądzie Wojskowym, jako sędzia tego sądu.
4 września 1945 otrzymał awans na stopień kapitana (z pominięciem stopnia porucznika), 29 grudnia 1945 - na stopień majora; 19 sierpnia 1946 na stopień podpułkownika i 22 lipca 1948 - na stopień pułkownika.
Już od jesieni 1944 wyznaczano go wielokrotnie na przewodniczącego składów orzekających w procesach politycznych dużego ciężaru gatunkowego. 5  grudnia 1944 trzyosobowy skład Wojskowego Sądu Garnizonowego w Lublinie pod przewodnictwem Bartonia orzekł karę śmierci wobec por. dr. Aleksandra Kielasińskiego, „Saby”, Naczelnego Lekarza Inspektoratu Lublin Armii Krajowej. 8 grudnia 1944 Wojskowy  Sąd  Garnizonowy  (WSG) w Lublinie  pod  jego  przewodnictwem skazał na karę śmierci Zofię Pelczarską, członka Komend Inspektoratu i Obwodu AK Lublin - wyrok wykonano 18 grudnia 1944 na  Zamku Lubelskim. Przewodniczył  składowi WSG w Lublinie, który orzekł karę  śmierci wobec por. inż.  Stefana  Tipelta  „Pika”, żołnierza AK z oddziału por. Mariana Sikory „Przepiórki” - wyrok wykonano 12  grudnia 1944 na Zamku.
Jako sędzia NSW orzekał w składzie sądzącym, który 27 stycznia 1945 wydał wyrok śmierci na por. Antoniego Wieczorka „Ścibora”, adiutanta Komendanta Okręgu Lublin AK - gen. Kazimierza Tumidajskiego „Marcina”. Por. Wieczorkowi po wyroku udało się zbiec z więzienia. Ponownie ujętego, zgładzono z mocy wyroku Bartonia 18 sierpnia 1945.
Był przewodniczącym składu sądzącego w procesie dwunastu oskarżonych o udział w pogromie Żydów w Kielcach,  który odbył się przed NSW na sesji wyjazdowej w Kielcach  od 9 do 11  lipca 1946. Podczas tego procesu pokazowego skazano na  śmierć dziewięć osób, wyroki wykonano. Przez pewien czas orzekał jako sędzia 2 Armii ludowego Wojska Polskiego w  Kąkolewnicy na Podlasiu, gdzie skazano na śmierć przeszło 60 osób. Jako sędzia NSW, delegowany  do Wojskowego Sądu Okręgowego w Warszawie, orzekał jako sędzia-ławnik w procesie pokazowym 23 żołnierzy NSZ-NZW z Lubelszczyzny, który odbył się w sali widowiskowo-teatralnej w gmachu Towarzystwa  Higienicznego przy ul. Karowej w dniach od 14 lutego do 19 marca 1946. W procesie określanym jako „Proces  23”, lub  „Proces  lubelskiego PAS-u”, sądzono m.in. mjr. Zygmunta Roguskiego, Romana Jaroszyńskiego, Stanisława Kaczmarczyka, Kazimierza Łuszczyńskiego, Władysława Ulanowskiego, kpt. Zygmunta Wolanina i kpt. Władysława Żwirka. Orzeczono w nim kary śmierci wobec dziewięciu podsądnych, z czego siedmiu stracono.
4 września 1946 został przeniesiony na stanowisko kierownika Sekcji Prawno-Społecznej w Gabinecie Ministra Obrony Narodowej, następnie od 10 sierpnia 1948 był szefem Gabinetu Ministrów Obrony Narodowej - Michała Roli-Żymierskiego i Konstantego Rokossowskiego. W styczniu 1947 był przewodniczącym składu sędziowskiego w procesie grupy wywiadu Zrzeszenia „Wolność i Niezawisłość”, w którym zostali skazani hr. Ksawery Grocholski, Witold Kalicki, Waldemar Baczak (sygn. akt. R.S.328/47). Od 7 października 1950 szef Biura Prawnego MON. 26 stycznia 1953 został zwolniony z zawodowej służby wojskowej i przeniesiony do rezerwy w związku z prowadzonym przeciwko niemu postępowaniem przed Centralną Komisją Kontroli Partyjnej Polskiej Zjednoczonej Partii Robotniczej.
5 marca 1953 wpisany na listę adwokatów Izby Adwokackiej w Warszawie. W 1953 był obrońcą z urzędu w procesie pokazowym bp. Czesława Kaczmarka. Od 18 listopada 1954 zastępca Rzecznika Dyscyplinarnego Rady Adwokackiej w Warszawie, od 15 maja 1955 - kierownik nowo utworzonego Zespołu Adwokackiego Nr 30 w Warszawie, od 18 stycznia 1956 rzecznik dyscyplinarny Rady Adwokackiej w Warszawie i członek tej Rady.
24 listopada 1956 rozkazem nr 757 ministra obrony narodowej Mariana Spychalskiego został przywrócony do zawodowej służby wojskowej, w związku z czym 6 grudnia 1956 skreślono go z listy adwokatów. Do 18 września 1962 był szefem Sądu Warszawskiego Okręgu Wojskowego. Następnie starszym radcą prawnym i szefem wydziału prawnego w Dowództwie Wojsk Obrony Powietrznej Kraju. Ostatecznie z wojska zwolniono go 3 lipca 1968.
14 sierpnia 1968 ponownie zwrócił się z wnioskiem o wpis na listę adwokatów Izby Warszawskiej, który uzyskał następnego dnia. Praktykę adwokacką podjął dopiero od lutego 1973 w Zespole Adwokackim Nr 30. Powodem opóźnienia była choroba żony i zawał serca, którego doznał w lipcu 1970.
Pochowany na Cmentarzu Wojskowym na Powązkach w Warszawie (kwatera 29C-2-17).

## Odznaczenia
- Order Krzyża Grunwaldu III klasy
- Krzyż Kawalerski Orderu Odrodzenia Polski (1946, za bohaterskie czyny i dzielne zachowanie się w walce z niemieckim najeźdźcą, oraz za sumienne wypełnianie obowiązków służbowych)[5]
- Medal za Warszawę 1939–1945
- Medal za Odrę, Nysę, Bałtyk
- Medal Zwycięstwa i Wolności 1945
- Medal „Siły Zbrojne w Służbie Ojczyzny” (brązowy)
- Medal „Za zwycięstwo nad Niemcami w Wielkiej Wojnie Ojczyźnianej 1941–1945” (ZSRR)
- Medal „Za wyzwolenie Warszawy” (ZSRR)
- Order Słowackiego Powstania Narodowego (Czechosłowacja)